# Lojze Zupanc
Lojze Zupanc, slovenski pisatelj, pesnik, dramatik in publicist, * 21. september 1906, Ljubljana, † 2. junij 1973, Škofja Loka.

## Življenje
Oče mu je bil strojnik Lojze st., mati mu je bila tobačna delavka Marija (rojena Hudež).
Osnovno šolo je obiskoval v Ljubljani, učiteljišče pa je končal v Mariboru.
Prvič se je zaposlil leta 1928 v Štrekljevcu v Beli krajini. Nato je odšel v Škocjan pri Turjaku (1932-1936), za tem pa v Staro Cerkev (1936-1939). Na koncu je učil v Spodnjem Logu pri Kočevju (1939-1941), tu pa je dočakal tudi vojno. Malo pred osvoboditvijo se je zaposlil pri časopisu Jutro, kasneje pa je spet deloval kot učitelj. Služboval je v osnovni šoli v, Gradcu (1945-1947), nižji gimnaziji v Podzemlju (1947-1954), Gornjem Gradu (1954-1957) in nazadnje na Gimnaziji v Škofji Loki (1957-1959), kjer je leta 1973 umrl.

## Delo
Po narodno osvobodilnem boju je pisal povesti iz kmečkega življenja in se posvečal zbiranju ter prirejanju narodopisnega gradiva. Napisal je tudi knjigo o bivanju v kočevskih zaporih (avtobiografska povest Sonce je umrlo, 1964). 
Prvo knjigo belokrajnskih pripovedk je izdal leta 1932, nato pa so sledile še druge zbirke: Bili so trije velikani (1932), Dedek povej (1939), Svirel povodnega moža (1944), Velikan Nenasit (1944), Zaklad na Kučarju (1956), leta 1965 pa je Mladinska knjiga izdala izbor njegovih del z naslovom Sto belokrajnskih (1965). Drugo področje, kjer je zbral veliko ljudskih motivov, je Savinjska dolina. Tu sta nastali njegovi zbirki Povodni mož v Savinji (1957) in Palček v čedri (1959). V Škofji Loki in okolici pa je zbral gradivo za knjigo Kamniti most (1959). 
Sodeloval je tudi z Alojzijem Bolharjem (1899-1984). Povezovalo ju je zanimanje za slovenska ljudska dela. 
O začetku svojih del pripoveduje takole:
Večino svojega življenja sem preživel v različnih krajih Bele krajine. Bil sem deležen gostoljubnosti in ljubezni ljudi, ki sem jih srečeval. Mudil sem se v preprostih kmečkih domovih; ob belokrajnski črnini me je opajala govorica nepozabnih Belokrajncev; in če je vsako življenje bilo bridko, so se preprosti ljudje rajši zatekali v svet domišljije.— Lojze Zupanc: Povodni mož v Savinji (1971). Založba Mladinska knjiga.
Sodeloval je tudi z Alojzijem Bolharjem (1899-1984). Lojze Zupanc in Alojzij Bolhar sta se zanimala za ljudsko slovstvo. Alojzij Bolhar je zbral veliko Zupancevih del.

### Pravljice in pripovedke
- Belokranjske pripovedke, (1932)
- Bili so trije velikani, (1932)
- Dedek, povej, (1939)
- Čudežni rog, (1944)
- Jezerka, (1944)
- Svirel povodnega moža in druge belokranjske pripovedke, (1944)
- Velikan Nenasit, (1944)
- Zaklad na Kučarju, (1956)
- Povodni mož v Savinji, (1957)
- Deklica in kač, (1959)
- Čudežni studenec, (1960)
- Kamniti most, (1964)
- Sto belokranjskih, (1965)
- Zlato pod Blegošem, (1971)
- Sinček palček, (1979)
- Deklica s tremi lešniki, (1984)
- Pripovedke o Škofji Loki, (2008)

### Romani
- Pod križem, (1944)
- Mlini stoje, (1945)

### Povesti
- Stari Hrk, (1934) (COBISS)
- Tretji rod, (1938) (COBISS)
- Turjačani, (1938) (COBISS)
- Vklenjena mladost: povest za mladino, (1943) (COBISS)
- Sonce je umrlo, (1964)  (COBISS)
- Anka Mikoljeva, (1979) (COBISS)

### Zbirke črtic
- Lajnar svete družine, (1963) (COBISS)
- Krvavi zid, (1967) (COBISS)

### Zbornik
- Sedemdesetletnica Vajenske šole za razne stroke v Škofji Loki: 1889-1959, (1959) (COBISS)

### Igre
- Lizol - drama, uprizorjena leta 1936 na Jesenicah (COBISS)
- Belokrajnski zidovi - ljudska igra, uprizorjena leta 1952 (COBISS)

### Dela za mladino
- Bili so trije velikani, (1932) (COBISS)
- Dedek, povej, (1938) (COBISS)
- Svirel povodnega moža, (1944) (COBISS)
- Velikan Nenasit, (1944) (COBISS)
- Zaklad na Kučarju, (1956) (COBISS)
- Palček v čedri, (1959) (COBISS)
- Sto belokrajnskih, (1965) (COBISS)
- Povodni mož v Savinji, (1971) (COBISS)
- Deklica in kač in druge pripovedke, (1977) (COBISS)

## Nagrade
- 1971 Levstikova nagrada za knjigo Povodni mož v Savinji